# CVB Barça
CVB Barça  - żeński klub piłki siatkowej z Hiszpanii. Swoją siedzibę ma w Barcelonie. Występuje w Superliga Femenina de Voleibol. Został założony w 1994.

## Sukcesy
Mistrzostwo Hiszpanii:
- 2019
- 2014